# San Demetrio (Schiff)
Die San Demetrio war ein britischer Tanker, der im Zweiten Weltkrieg hauptsächlich auf der nordatlantischen Geleitzugsroute eingesetzt war.

## Geschichte
Der Tanker San Demetrio war am 5. November 1940 Teil des Geleitzuges HX 84, als dieser vom deutschen Schweren Kreuzer Admiral Scheer angegriffen wurde. Die Admiral Scheer versenkte die Trewellard (16 Tote), die Fresno City (1 Toter), die Kenbane Head (23 Tote), die Beaverford (77 Tote) und die Maiden (91 Tote) mit zusammen 33.628 BRT. Die San Demetrio wurde von der Artillerie der Admiral Scheer in Brand geschossen. (Lage). Aufgrund der Explosionsgefahr durch das Benzin an Bord verließ die Besatzung den Tanker in zwei Beibooten. Während das Beiboot mit dem Kapitän der San Demetrio bald von einem anderen Schiff aufgenommen wurde, trieb das zweite Boot unter Führung des 2. Offiziers Hawkins in schwerer See. Am nächsten Tag entdecken die Männer im Boot ein treibendes, brennendes Schiff. Wie sich herausstellte, war es die San Demetrio, die trotz der Beschädigungen und des Feuers an Bord immer noch nicht explodiert war. Vor die Wahl gestellt, im schlechten Wetter zu erfrieren oder an Bord des Wracks eventuell in die Luft zu fliegen, beschlossen sie, auf den Tanker zurückzukehren. Es gelang den Seeleuten unter größten Mühen, das Schiff wieder flott zu machen. Ohne Funk und Navigationsmittel, nur nach der Orientierung des Sonnenstands, erreichte das Schiff Irland. Ein Londoner Gericht sprach ihnen später einen Bergungslohn zu. Der Kapitän Conrad Vidot wurde für seinen Einsatz mit der Lloyd’s War Medal ausgezeichnet. Dieser Vorfall bildete später die Grundlage für das Drehbuch des Films San Demetrio London.
Die San Demetrio wurde trotz schwerer Schäden wieder repariert und fuhr ab Mai 1941 wieder in Geleitzügen.
Am 17. März 1942 war sie allein unterwegs vor der nordamerikanischen Küste auf dem Weg nach Halifax. Dort wollte sie sich mit ihrer Ladung von 4000 Tonnen Alkohol und 7000 Tonnen Flugzeugbenzin einem HX-Geleitzug anschließen. Nordwestlich von Cape Charles torpedierte das deutsche U-Boot U 404 die San Demetrio, die daraufhin versank (Lage). Insgesamt 19 Besatzungsmitglieder kamen dabei zu Tode, während der Kapitän mit 31 Besatzungsangehörigen in zwei Rettungsbooten zwei Tage später vom US-Tanker Beta gerettet wurde.

## Geleitzüge
Im Zweiten Weltkrieg nahm sie an folgenden Geleitzügen teil:
| Geleitzug | Zeit           | Ausgangshafen     | Zielhafen                     |
| --------- | -------------- | ----------------- | ----------------------------- |
| KJ 3      | Oktober 1939   | Kingston (Lage)   | Southampton (Lage)            |
| OA 37     | November 1939  | Portsmouth (Lage) | verschiedene Häfen            |
| HXF 15    | Januar 1940    | Halifax (Lage)    | Brest (Lage)                  |
| HX 28     | März 1940      | Halifax           | Clyde (Lage)                  |
| OB 138    | Mai 1940       | Clyde             | verschiedene Häfen            |
| HX 46     | Juni 1940      | Halifax           | Liverpool (Lage)              |
| OB 169    | Juni 1940      | Liverpool         | verschiedene kanadische Häfen |
| HX 58     | Juli 1940      | Halifax           | Liverpool                     |
| WN 5      | August 1940    | Clyde             | Methil (Lage)                 |
| FS 248    | August 1940    | Tyne (Lage)       | Southend (Lage)               |
| FN 263    | August 1940    | Southend          | Methil                        |
| OA 206    | September 1940 | Methil            | verschiedene Häfen            |
| HX 84     | November 1940  | Halifax           |                               |
| OB 314    | Mai 1941       | Liverpool         | verschiedene Häfen            |
| HX 129    | Juni 1941      | Halifax           | Liverpool                     |
| OB 338    | Juli 1941      | Liverpool         | verschiedene Häfen            |
| HX 139    | Juli 1941      | Halifax           | Liverpool                     |
| ON 6      | August 1941    | Liverpool         | verschiedene Häfen            |
| HX 148    | September 1941 | Halifax           | Liverpool                     |
| BB 77     | September 1941 | Belfast           | Swansea                       |
| WP 38     | September 1941 | Swansea           | Falmouth                      |
| ON 24     | Oktober 1941   | Liverpool         | verschiedene Häfen            |
| HX 160    | November 1941  | Halifax           | Liverpool                     |
| ON 46     | Dezember 1941  | Liverpool         | verschiedene Häfen            |
| HX 172    | Februar 1942   | Halifax           | Liverpool                     |
| BB 135    | Februar 1942   | Belfast           | Avonmouth                     |
| ON 69     | März 1942      | Liverpool         |                               |